# Edith-Stein-Gymnasium Bretten
Das Edith-Stein-Gymnasium Bretten (ESG) ist ein allgemeinbildendes Gymnasium in der Kreisstadt Bretten und seit 2008 UNESCO-Projektschule. Schulträger ist die Stadt Bretten. Ein Ganztagesangebot in freiwilliger Form wird angeboten.

## Geschichte
Das Edith-Stein-Gymnasium wurde 1998 aufgrund steigender Schülerzahlen am Melanchthon-Gymnasium als zweites Gymnasium der Stadt Bretten gegründet. 2003 wurde ein Leitbild verabschiedet. Seit dem Schuljahr 2008/09 ist die Schule eine von 155 anerkannten UNESCO-Projektschulen. Im Jahr 2016 wurde das bestehende Gebäude durch einen Anbau mit vier Klassenräumen ergänzt.

## Leitbild
Mit der Erarbeitung eines Leitbildes hat sich das Edith-Stein-Gymnasium für folgende Zielsetzungen entschieden: Den Schülern
- personale Kompetenz
- soziale Kompetenz
- kognitive Kompetenz

zu vermitteln.
So versteht sich das Gymnasium als Lebensraum, in dem Lernprozesse gefördert werden und soziales Miteinander gestaltet wird.
Dabei orientiert sich die Schule an den Gegebenheiten und Bedürfnissen der Schüler und unterstützt sie nach besten Kräften in ihrer Entwicklung. Diese Bemühungen gelingen vor allem durch Engagement für die Sache und ein respektvolles Miteinander. Die Namenspatronin der Schule, Edith Stein, ist als engagierte Pädagogin und mit ihrem mutigen Eintreten für Verfolgte gerade in dieser Beziehung Vorbild für Schüler und Lehrer.
Grundlegend für die Ausbildung der personalen, der sozialen und der kognitiven Kompetenz ist ein positives Schulklima, in das sich alle am Schulleben Beteiligten aktiv einbringen.

## Lage

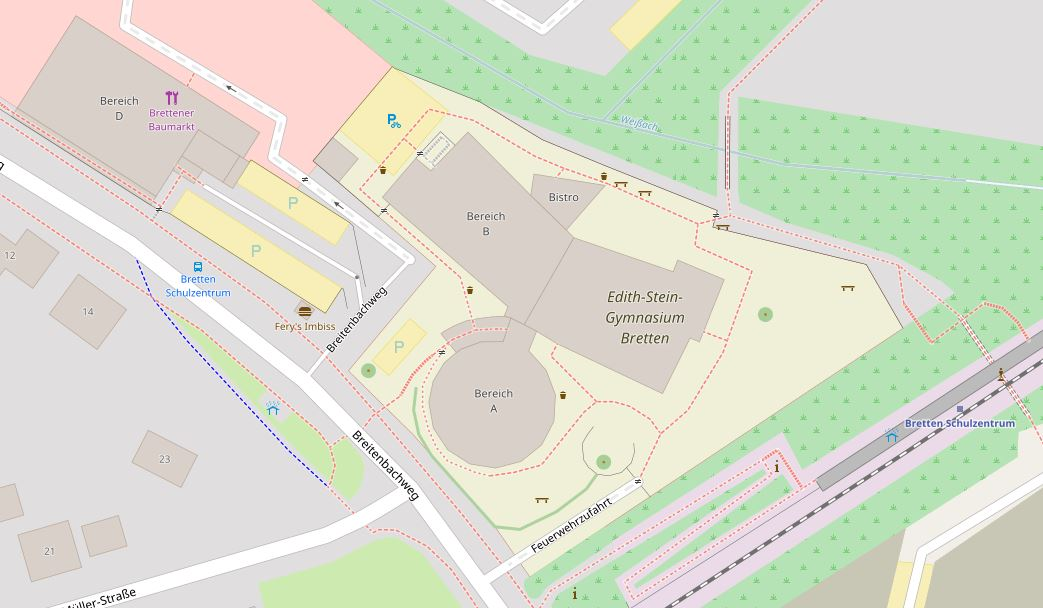
Karte des Edith-Stein-Gymnasiums, Quelle: OpenStreetMap

Das Edith-Stein-Gymnasium liegt zentral im Herzen von Bretten. Es profitiert mit einer unmittelbaren Nähe zur Stadtbahnlinie S4 (Karlsruher Verkehrsverbund) durch die Haltestelle Bretten-Schulzentrum. Des Weiteren verkehren die Buslinien 146 und 733 im 20-Minuten-Takt direkt vor der Schule. Auch zu anderen öffentlichen Einrichtungen, wie zum Beispiel dem Brettener Freibad oder dem Sportzentrum Im Grüner, sind es nur zwei Geh-Minuten.

## Schulangebot
Das Edith-Stein-Gymnasium hat die Aufgabe, eine vertiefte allgemeine Bildung zu vermitteln. Ein grundlegender Bestandteil des Gymnasiums ist das Erlernen von zwei Fremdsprachen. Das Gymnasium stellt den schnellsten Weg zum Abitur dar. Nach 8 Jahren (G8) ermöglicht es den direkten Zugang zu allen Arten von Berufsausbildungen, Fachhochschul- oder Hochschulstudien.

### Unterstufe
Das Fach Englisch beginnt für alle Schüler mit der 5. Klasse. Französisch oder Latein kann als zweite Fremdsprache gewählt werden und wird von Klasse 6 bis Klasse 10 unterrichtet.

### Mittelstufe
Die Mittelstufe beginnt mit der 8. Klasse durch die Wahl eines sogenannten Profil-Faches. Das Edith-Stein-Gymnasium bietet hierbei das Fach Bildende Kunst (BK), das Fach Naturwissenschaft & Technik (NwT) oder eine dritte Fremdsprache Spanisch an.
Die Arbeitsfelder des Faches Bildende Kunst sind die mit künstlerischen Mitteln gestaltende Arbeit und deren gedankliche Durchdringung. Sie umfassen die Vielschichtigkeit des Denkens und Handelns, der Gestaltung, Wahrnehmung und der Deutung. Die Wahl des Faches Bildende Kunst vermittelt den teilnehmenden Schülern einige Vorteile für die Wahl von Kunst in der Kursstufe.
Das Profilfach Naturwissenschaft und Technik behandelt die Unterrichtseinheiten Werkzeugführerschein, Ernährung, Wetter, Kalkkreislauf/Beton, Brückenbau, Fortbewegung, Regenerative Energien und vieles mehr. NwT endet mit der 10. Klasse und kann in der Kursstufe (J1/J2) als zweistündiges Wahlfach NwT-O gewählt werden.
Schüler der 8. Klasse haben des Weiteren die Möglichkeit, neben Englisch und Französisch, bzw. Latein die dritte Fremdsprache Spanisch zu lernen. Hauptziel dieses Unterrichts ist der schrittweise Aufbau der Kommunikationsbereitschaft und -fähigkeit der Schülerinnen und Schüler. Interkulturelles Lernen wird durch die Beschäftigung mit landeskundlichen und literarischen Themen, die sich sowohl auf die Lebenswirklichkeit Spaniens als auch Hispanoamerikas beziehen, gefördert. Die Schüler werden sensibilisiert für fremde Lebensweisen und Wertvorstellungen. Das Fach Spanisch kann dann auch als Fremdsprache in der Kursstufe gewählt werden.

### Oberstufe
Neben dem vom Kultusministerium festgelegten Unterricht genießen Schüler des Edith-Stein-Gymnasiums viele außerschulische Angebote:

#### Cambridge English: Advanced (CAE)
Es besteht die Möglichkeit, das Cambridge Certificate in Advanced English zu erwerben. Die Schüler der Klasse 11, die dieses Zertifikat erwerben möchten, werden im Rahmen einer Arbeitsgemeinschaft (AG) auf diese externe Prüfung vorbereitet, die ihnen Zugang zu zahlreichen angelsächsischen Universitäten ermöglicht.

#### Diplôme d’études de la langue française (DELFS)
Das Edith-Stein-Gymnasium bietet DELF-Vorbereitungskurse in Zusammenarbeit mit dem Centre Culturel Franco-Allemand in Karlsruhe an. Vorbereitungskurse werden für alle vier Einheiten (A1, A2, B1, B2) angeboten.

## Offenes Ganztagesangebot

### Hausaufgabenbetreuung (HAB)
Für die Klassen 5 bis 7 wird von Montag bis Donnerstag eine qualifizierte Hausaufgabenbetreuung mit Lehrkräften sowie fortgebildeten Eltern und Schülern ab Klasse 9 angeboten.
Ziel ist es, die Schüler beim selbstständigen Lernen zu unterstützen und ihnen Lerntechniken nahe zu bringen. Schüler können an einzelnen Tagen oder auch an allen vier Tagen an der Hausaufgabenbetreuung teilnehmen.
Anschließend an die Hausaufgabenbetreuung kann an den Tagen ohne Nachmittagsunterricht ein Zusatzangebot belegt und damit eine verlässliche Ganztagesbetreuung bis 15.10 Uhr von Montag bis Donnerstag in Anspruch genommen werden.

### Lernraum
Für die Klassen 7 bis 10 wird Lernraum zur Schließung von Lücken angeboten, welche sich meist nach der ersten Klassenarbeit zeigen.
Die Teilnahme erfolgt durch eine Anmeldung über den Fachlehrer oder auf eigenen Wunsch – in beiden Fällen jedoch freiwillig mit Information an die Eltern. Über einen festgelegten Zeitraum haben die Schüler die Möglichkeit, mithilfe von individuellem Übungsmaterial Defizite gezielt und zeitnah aufzuarbeiten. Je nach Ressourcen unterstützen Lehrkräfte mit den Fächern Deutsch, Englisch, Latein und Mathematik die Schüler beim selbstständigen Lernen.

### Zusatzangebote
Im Anschluss an die Hausaufgabenbetreuung wird durch Jugendbegleiter Spanisch für Anfänger, Gitarre für Anfänger und Fortgeschrittene, ein Leseclub in der Bibliothek sowie Tischtennis angeboten.

## UNESCO-Projektschule
Seit dem Schuljahr 2008/09 ist das Edith-Stein-Gymnasium eine von 155 anerkannten UNESCO-Projektschulen. Diese Schulen zeichnen sich vor allem dadurch aus, dass auf dem Stundenplan in besonderem Maße die Einhaltung der Menschenrechte, kulturelle und ökologisch nachhaltige Bildung und der gerechte Ausgleich zwischen Arm und Reich stehen. Des Weiteren treten UNESCO-Projektschulen durch bunte und vielfältige Aktionen, Projekte und Ideen, Partnerschaftsprojekte und internationale Projekttage mit Schulen aus anderen Ländern in Kontakt.
Am Edith-Stein-Gymnasium werden die Ziele und Leitlinien der UNESCO-Projektschulen unter anderem durch Schüleraustausch-Programme in Klasse 8, 9 und 10 mit Frankreich, Spanien, Rumänien und bislang auch Dänemark und Tschechien umgesetzt. Zur Stärkung des Umweltbewusstseins und der Entwicklung von Ideen zu umweltbewusstem Handeln trägt eine Umwelt-AG bei. Für die Menschenrechtsbildung und Demokratieerziehung setzt sich die UNESCO-AG, bestehend aus den UNESCO-Sprechern der einzelnen Klassen, ein. Die Vermittlung von interkulturellem und globalem Lernen wird vor allem in der Fairtrade-AG und auch in der Tansania-AG umgesetzt.
Hilfsprojekte in Afrika, Südamerika und Rumänien, aber auch der Tafelladen in Bretten und andere regionale Organisationen, werden durch den Erlös diverser Veranstaltungen, aber vor allem durch das alljährliche Adventscafé unterstützt. Bei dieser Veranstaltung werden von Eltern, Schülern und Lehrern selbstgebastelter Weihnachtsschmuck, das Jahrbuch und weitere Produkte für den guten Zweck verkauft.
Im Schulcurriculum sind in den Fächern Geschichte, Gemeinschaftskunde, Geographie und Deutsch UNESCO-Themen fest verankert. Beispielsweise wird von den 7. Klassen die nahegelegene Weltkulturerbestätte Kloster Maulbronn besucht.

## Schulpartnerschaften
Das Edith-Stein-Gymnasium unterhält Programme zum Schüleraustausch mit folgenden Partnerschulen:
- Collège Louis Pasteur in Longjumeau (Frankreich)
- Schulen in Malgrat de Mar und Tordera (Spanien)
- Honterus-Lyceum in Braʂov/Kronstadt (Rumänien)
- Gymnázium Petra Bezruče in Frýdek-Místek (Tschechien)
- Frederiksborg Gymnasium in Hillerød (Dänemark)
- Gimnazjum w Łucce in Lubartów (Polen)

Zudem berät das Gymnasium Schüler am Ende der 9. und 10. Klasse über Austauschmöglichkeiten im englischsprachigen Ausland. So besteht die Möglichkeit, für 6 bis 8 Wochen eine Mädchenschule in Toowomaba, Australien, zu besuchen.

## Praktika
- Sozialpraktikum in Klasse 8
- Berufsorientierung am Gymnasium (BOGY) in Klasse 9